# Tinción de Schmorl
La tinción de Schmorl es una técnica médica utilizada para la visulalización de la matriz, las lagunas y los canículos óseos.

## Fundamento
La tinción es realizada por dos agentes colorantes: la tianina amoniacal y el ácido pícrico saturado; la tianina precipita en las lagunas y canalículos, mientras que el pícrico forma picratos en la matriz ósea. El resultado es que lagunas y canalículos se tiñen de marrón oscuro a negro, y la matriz de amarillo a marrón claro.
Esta técnica es incompatible con los fijadores que contienen sublimado, cortes de congelación o celoidina.
El pH de la solución de tionina es decisivo para una buena tinción, por eso se deberían  realizar varios ensayos con el porcentaje de este colorante (20% e 50%), así como añadiendo algunas gotas de amoníaco para alcalinizar la solución.

## Tejido control y diana
Apta para hueso, fijado en formalina 10% y seccionado a 5 micras.

## Reactivos
1. Solución acuosa de tionina al 0,25%
2. Solución saturada de ácido pícrico

## Procedimiento
1. Lavar los cortes en un baño de agua destilada, 10 min
2. Filtrar una parte de la disolución de tionina y diluir con un volumen igual al de la agua destilada. Añadir inmediatamente antes de su utilización una gota de amoníaco por cada 100 cc de solución
3. Teñir con la solución de tionina, 5-10 min
4. Lavar en agua destilada
5. Colorear con la solución de ácido pícrico 30-60 s[1]
6. Diferenciar en etanol al 70% hasta que cese la extracción del color azul, aprox. 5-10 min
7. Deshidratar, aclarar y montar

### Resultados
- Lagunas y canículos óseos: marrón oscuro
- Matriz ósea: amarelo parduzco